# John Anthony Kelly
John Anthony Kelly (ur. 27 października 1915 w Melbourne, zm. 24 lipca 1987) – australijski duchowny rzymskokatolicki, w latach 1973-1986 biskup pomocniczy archidiecezji Melbourne.

## Życiorys
Święcenia prezbiteratu przyjął 28 lipca 1940 jako kapłan archidiecezji Melbourne, udzielił ich mu arcybiskup metropolita Melbourne Daniel Mannix. 16 listopada 1972 papież Paweł VI powołał go na urząd biskupa pomocniczego macierzystej archidiecezji oraz biskupa tytularnego Zucchabar. Sakry udzielił mu 21 lutego 1973 abp James Knox, ówczesny ordynariusz Melbourne, któremu towarzyszyli biskup diecezjalny Ballarat Ronald Mulkearns oraz biskup pomocniczy Melbourne John Cullinane. 19 sierpnia 1986 złożył rezygnację, na niespełna pięć lat przed osiągnięciem biskupiego wieku emerytalnego. Zmarł w lipcu 1987, przeżywszy 71 lat.